# باروخ فاينبيرغ
باروخ فاينبيرغ (بالعبرية: ברוך פיינברג‏) هو منافس ألعاب قوى إسرائيلي، ولد في 6 أغسطس 1933، وتوفي في 2009.

## وصلات خارجية
- باروخ فاينبيرغ على موقع اللجنة الأولمبية الدولية (الإنجليزية)
- باروخ فاينبيرغ على موقع أوليمبيديا (الإنجليزية)